# Ишвара
Ишвара (на санскрит: ईश्वर) е философско понятие в индуизма, означаващо Управител или Върховен управител (т.е. Бог). Ишвара означава и господар в светски смисъл, както на български думите Господ и господар имат един корен.

## Философски школи
От шестте системи на индуистката философия, санкхя и миманса не признават съществуването на Ишвара. Четирите монотеистични школи: йога, веданта, вайшешика и няя вярват в съществуването на Ишвара.

## Йога
Ишвара е върховният Пуруша [Дух], незасегнат от никакви злочестини, действия, плодове на действия или от латентни впечатления за тях.
В него е пълното проявление на семето на всезнанието.
Необусловен от времето, той е учителят и на най-древните учители.
Мистичният звук Ом изразява Ишвара.
Йога сутра I:24-27
Чрез предаване на Ишвара (Ишвара пранидхана) се постига самадхи.
Йога сутра II:45

### Адвайта веданта
Според адвайта веданта, когато човешките същества мислят за Брахман, Върховният космически дух се проектира върху крайния, ограничен човешки ум и се явява като Ишвара. Умът следователно проектира човешки атрибути като личност, майчинство или бащинство на Върховното същество. Когато „отражението“ на Космически дух пада върху огледалото на Мая (Космическата илюзия) той се явява като Всевишния. Брахман не притежава в действителност атрибути, но за да може да се представи от човешкия ум, върху него се проектират атрибути.

### Висищадвайта веданта
Във висищадвайта веданта Ишвара е Върховният космически дух, който поддържа пълен контрол над вселената и всички съзнателни същества. Ишвара е Парабрахман (Върховният Брахман), надарен с безброй благоприятни качества (каляна гуна) Ишвара е съвършен, всезнаещ, независим, Създател на света и негов деен управител, както и краен унищожител. Той е безпричинен, вечен и непроменим – при все това е материалната и изпълнителната причина за вселената. Той е иманентен и трансцендентален. Той е предмет на поклонение. Той е основата на морала и отрежда плодовете на индивидуалната карма. Той управлява света със своята Мая – своята божествена сила.

### Двайта веданта
Според двайта веданта Ишвара притежава всички качества, които му придава висищадвайта, но той не е материалната причина за вселената и съществата. Ишвара е най-висшата форма на Бог, безкрайно и все пак личностно и любещо същество.

### Ачинтя бхедаабхеда
Според ачинтя бхедаабхеда Ишвара е едновременно и невъобразимо „едно с и различен от Своето творение“. Той винаги упражнява върховен контрол над творението си. Понякога пряко, но по-често непряко – посредством различните си енергии (пракрити).

## Поклонение пред Ишвара
В допълнение към абстрактното понятие за Брахман, повечето индуисти всекидневно почитат Бог в личностна форма като Вишну, Кришна, Рама, Шива или Шакти (Деви). Някои индуисти почитат личностен Бог, защото това е по-лесно. отколкото да се почита непроявеният Абсолют. Други вярват, че личностната форма на Бог, която почитат, е върховният аспект на Брахман, а Непроявеното (Ниргуна Брахман) е по-непълен негов аспект.